# Miejski Urząd Gońców we Wrocławiu
(Botenamt), powołany przez Radę Miejską Wrocławia w XVII w. do obsługiwania pilnej korespondencji urzędowej przez pocztę kurierską. Doręczaniem przesyłek pocztowych m.u.g. zajmowali się gońcy piesi na terenie Wrocławia i gońcy konni poza nim. Ok. 1700 rada miasta zatrudniała 12 gońców. 